# Trashilhünpo

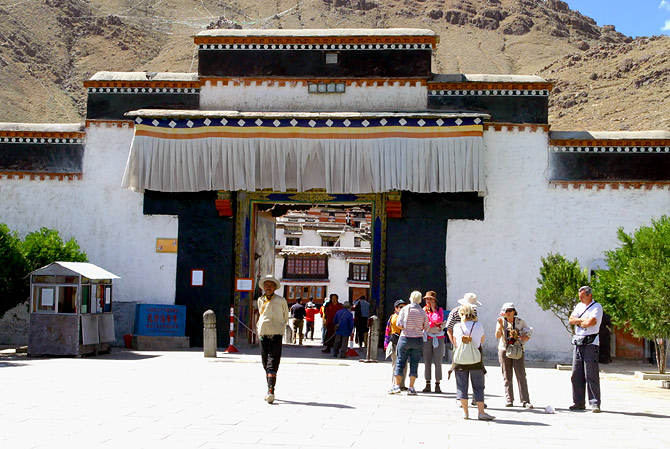
Ingång till klostret

Trashilhünpo är ett kloster i den västra delen av Shigatse i centrala Tibet. Det är ett av de sex stora klostren i Gelug-skolan i den tibetanska buddhismen och är av tradition säte för den tibetanska religiösa ledaren Panchen Lama.
Trashilhümpo grundades 1447 av Gedun Drub, som var en av Tsongkhapas främsta lärjungar och som mer än hundra år efter sin död blev erkänd som den förste inkarnationen av Dalai Lama. Byggandet finansierades av lokala aristokratiska familjer.
Den fjärde Panchen Lama, Lobsang Chökyi Gyaltsen, genomförde utbyggnader på klostret, varefter det tjänade som huvudsäte för alla följande Panchen Lama. 1791 attackerades och plundrades klostret av nepalesiska Gurkha-soldater, vilka sedan drevs ut ur Tibet av trupper från Qing-imperiet.
Under sin storhetstid hade Trashilhümpo mer än 4000 munkar och fyra tantriska kollegier, som var och en hade sina egna abbotar. 1960 upplöstes dock klostret i den tionde Panchen Lamas frånvaro. Trashilhünpo är ett av få kloster i Tibet som klarade sig undan fullständig förstörelse under Kulturrevolutionen, även om klostret attackerades av rödgardister vid olika tillfällen. På 1980-talet öppnades Trashilhümpo åter.

Trashilhünpo
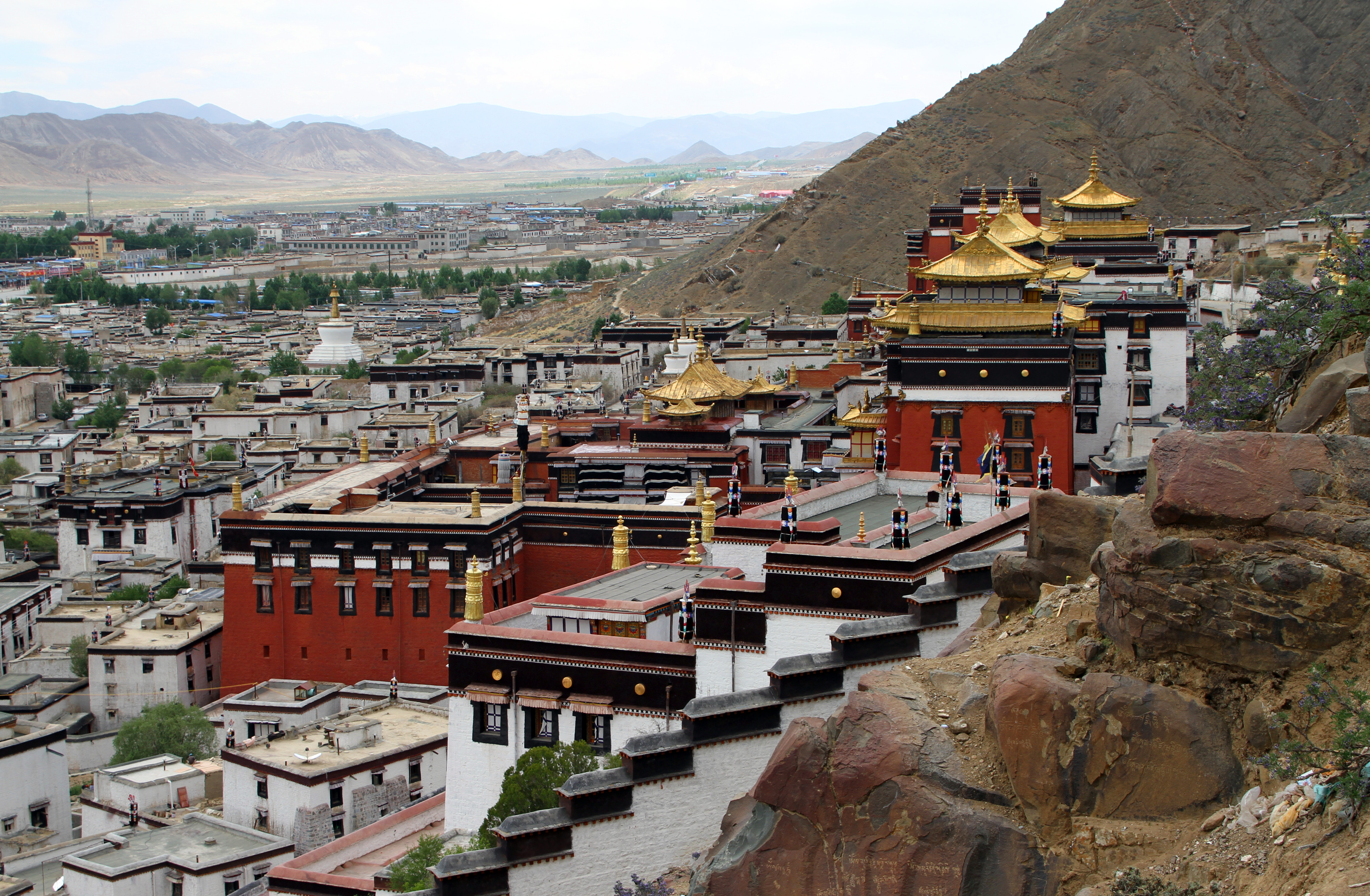
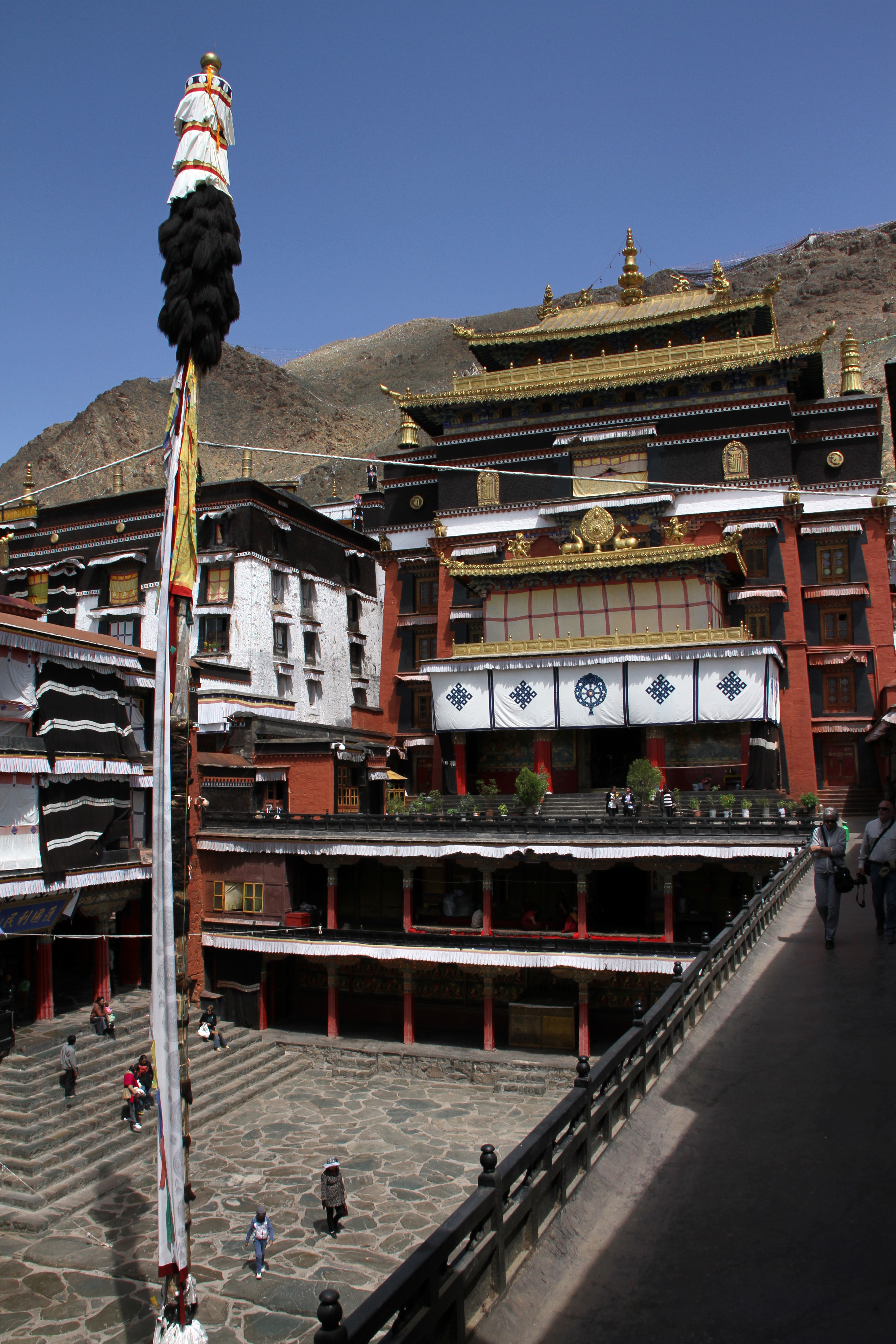
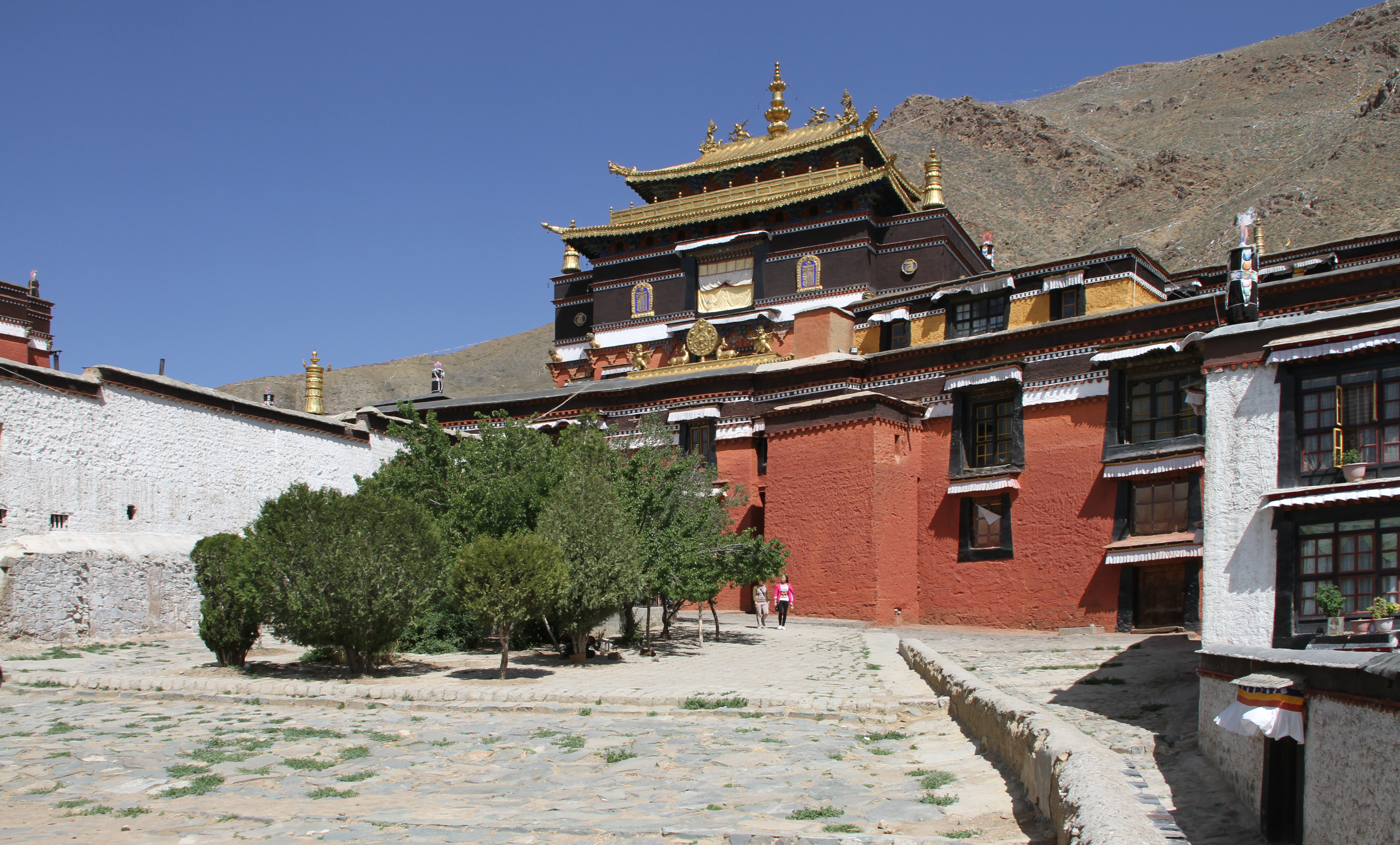
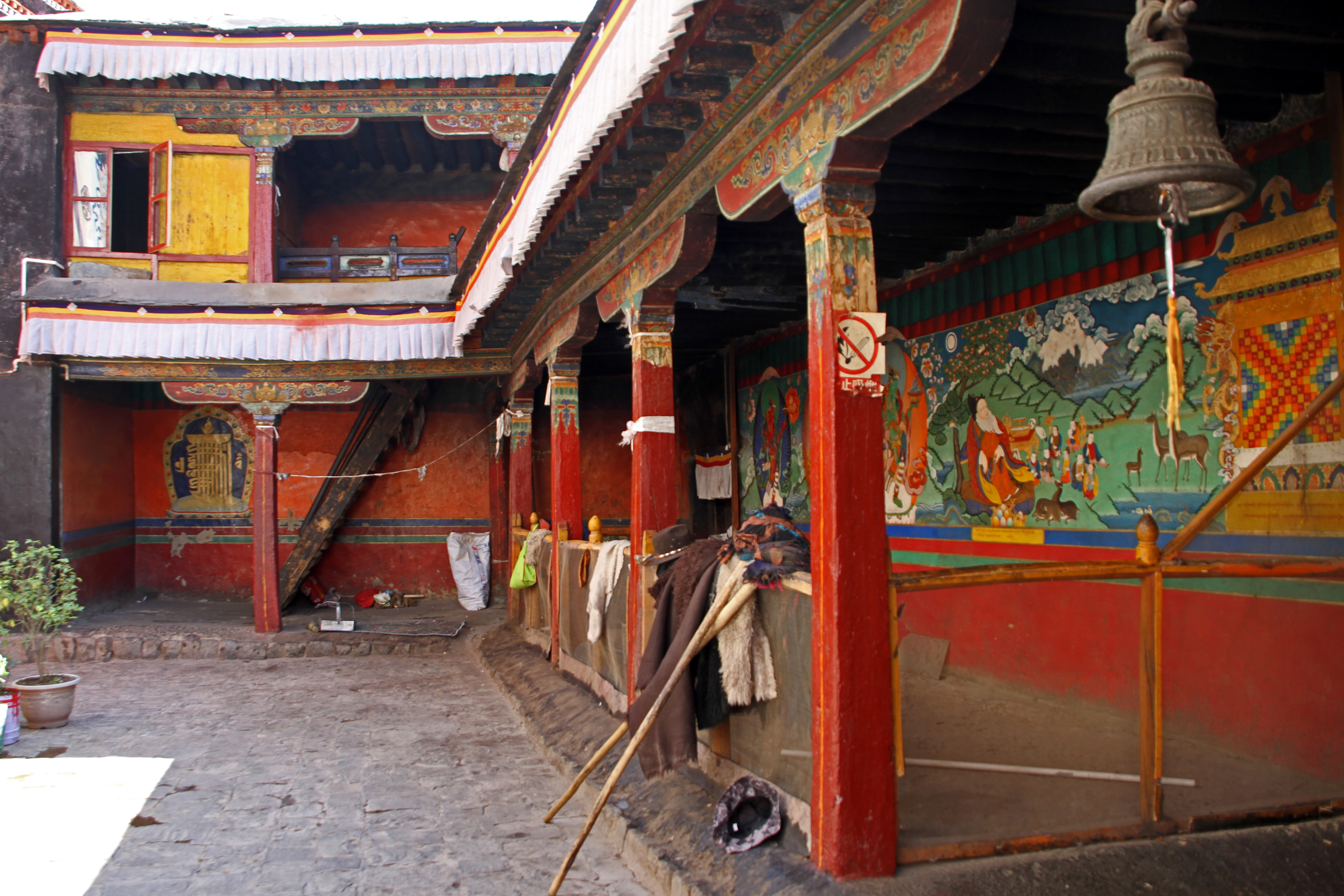
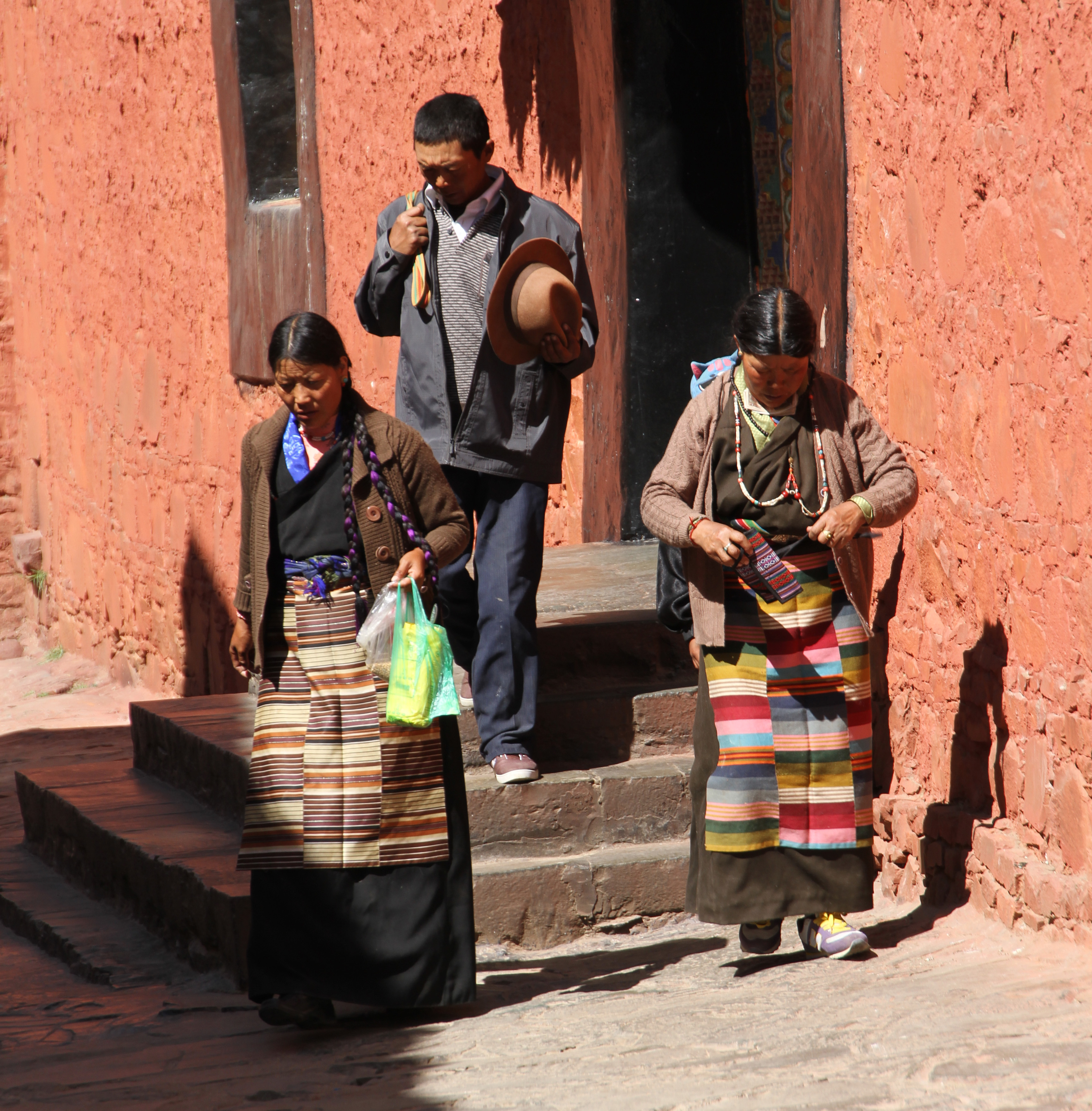
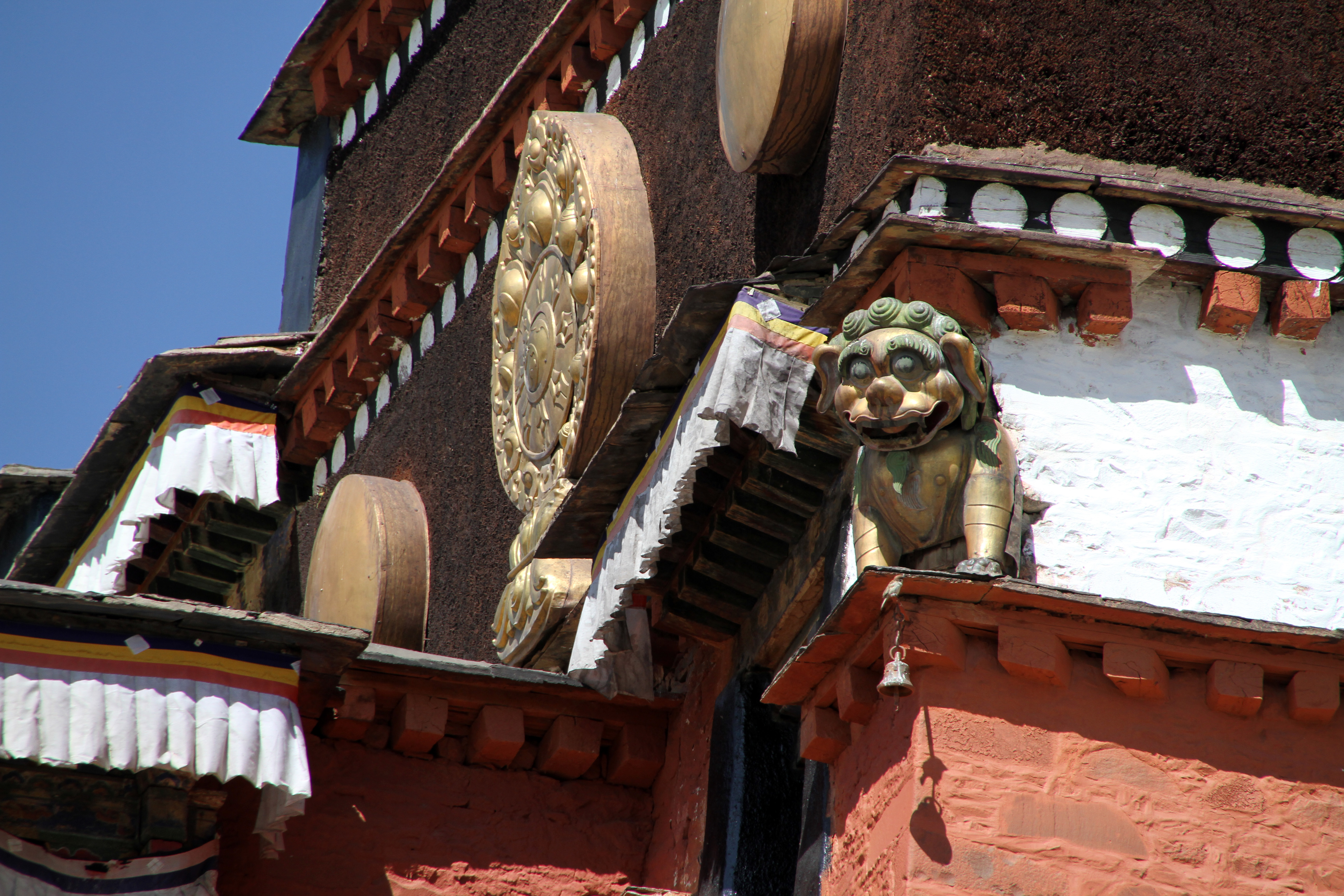